# Taeniopygia
Taeniopygia és un gènere d'ocells de la família dels estríldids (Estrildidae).

## Taxonomia
Aquest gènere era considerat format per dues espècies, Taeniopygia bichenovii i Taeniopygia guttata. En 2016 però, el Handbook of the Birds of the World va separar la segona de les espècies en dues diferents. El mateix camí va seguir el Congrés Ornitològic Internacional, versió 12.1, 2022, arran els treballs d'Olsson et Alström 2020. Amés van ubicar Taenopygia bichenovii al monotípic gènere Stizoptera. Quedant per tant Taeniopygia dividit en dues espècies:
- Taeniopygia guttata – diamant zebrat de Timor.
- Taeniopygia castanotis – diamant zebrat australià.